# Oeneis cairnesi
Oeneis cairnesi är en fjärilsart som beskrevs av Gibson 1920. Oeneis cairnesi ingår i släktet Oeneis och familjen praktfjärilar. Inga underarter finns listade i Catalogue of Life.